# Eduard Trautwein

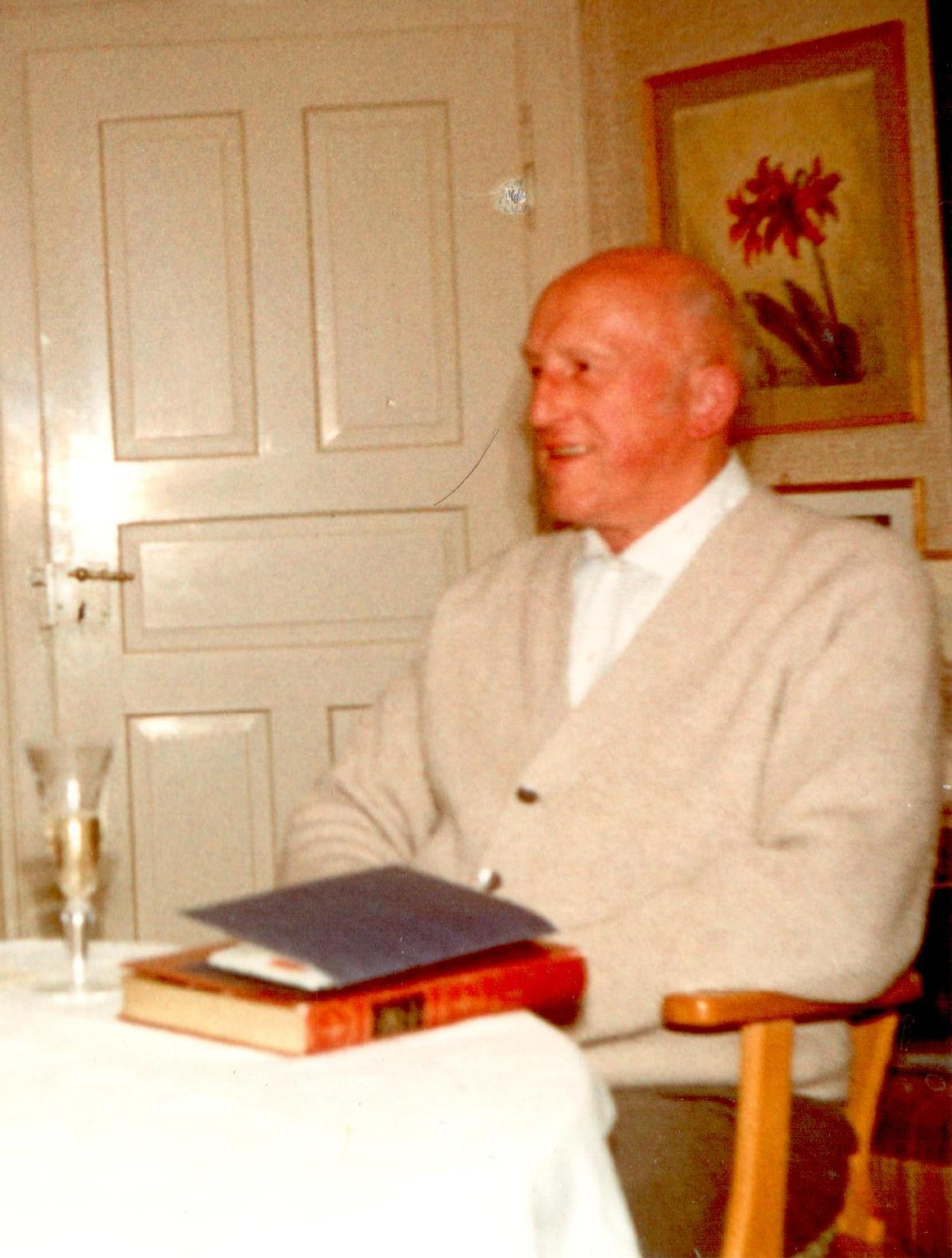
Eduard Trautwein (1962)

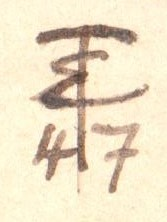
Monogramm Trautweins

Eduard Friedrich Christian Trautwein  (* 25. Mai 1893 in Schiltach; † 9. Mai 1978 in Wolfach) war ein deutscher Maler.

## Leben

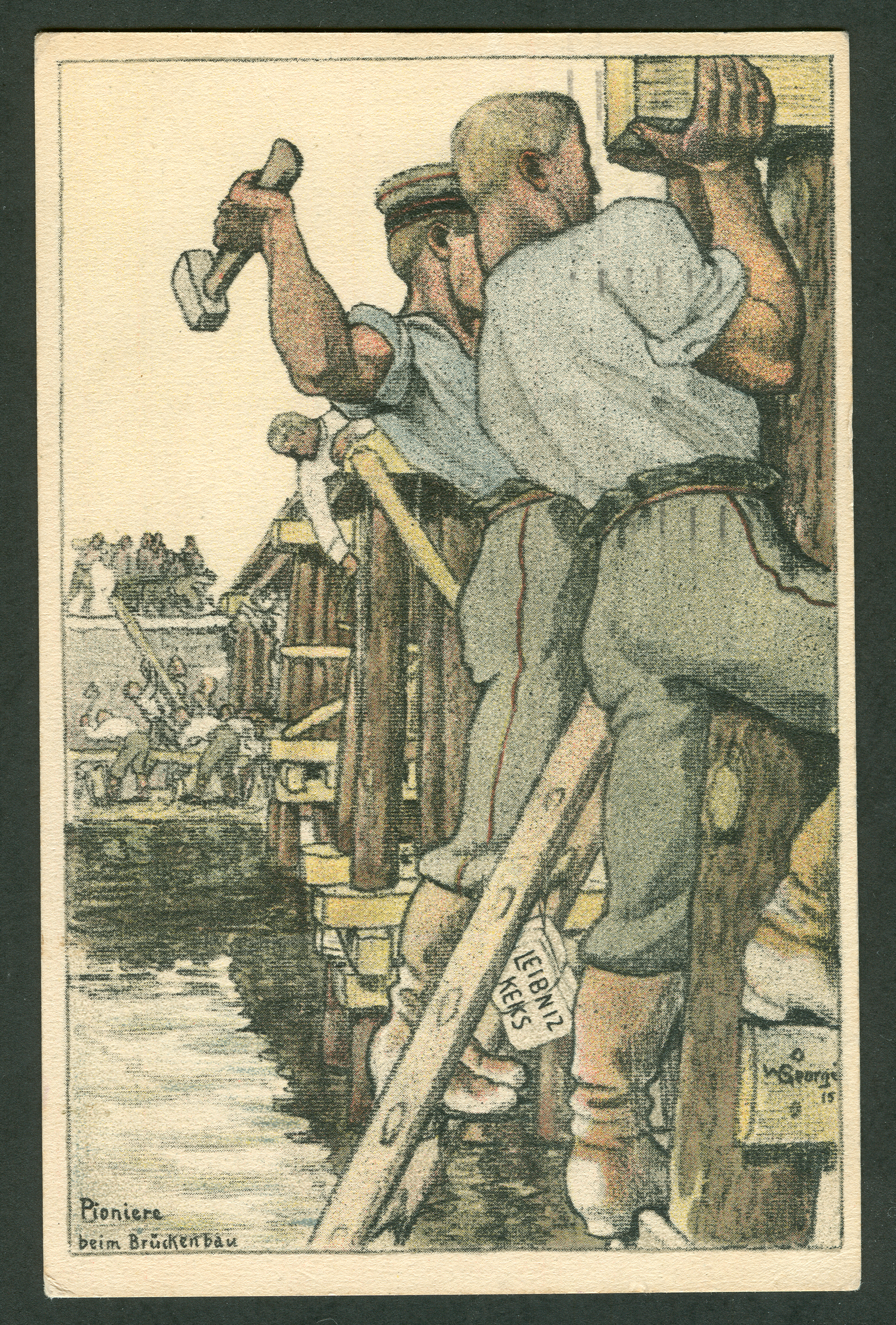
Stilistisches Vorbild für Trautwein waren u. a. Walter Georgis Soldatendarstellungen aus dem Ersten Weltkrieg, hier „Pioniere beim Brückenbau“

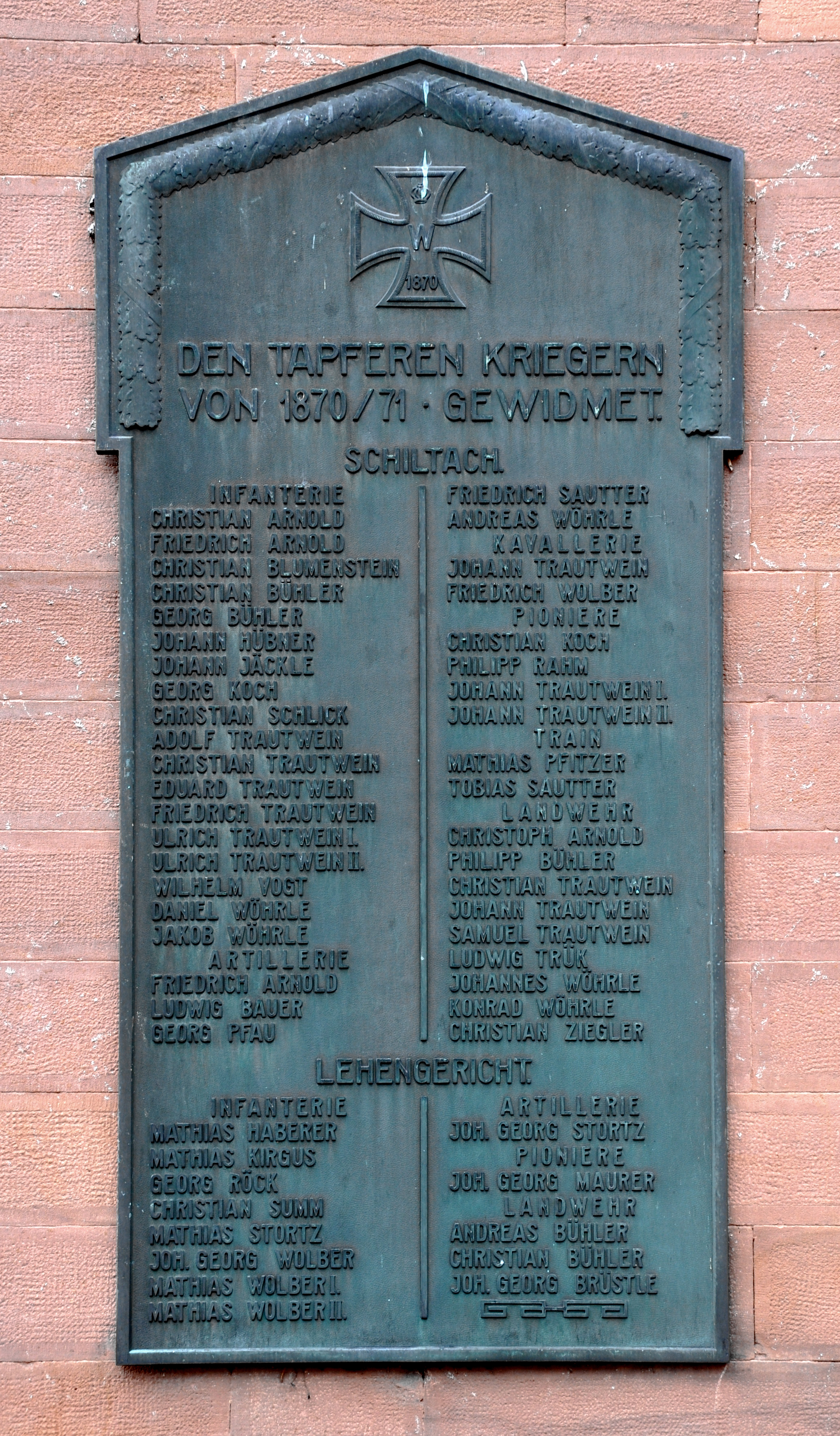
Kriegerdenkmal 1870–1871 an der Schiltacher Stadtkirche, 1914 entworfen von Eduard Trautwein

Trautwein war ein Sohn des Schiltacher Kronenwirts Karl Heinrich Trautwein, für den er in seiner Jugendzeit Speisekarten für besondere Anlässe wie beispielsweise Hochzeiten zeichnete.
Von 1907 bis 1908 erhielt Trautwein in Karlsruhe bei dem Kirchenmaler Franz Rieger eine Einführung in die sakrale Kunst und Freskenmalerei. Aufgrund einer Empfehlung des Akademieprofessors Caspar Ritter (1861–1923), der bei einem Aufenthalt im Gasthaus Krone in Schiltach durch von Trautwein bemalte Lampenschirme auf dessen künstlerisches Talent aufmerksam geworden war, studierte er von 1909 bis 1913 an der Kunstakademie Karlsruhe. Großen Einfluss übte dabei Wilhelm Trübner auf ihn aus, der 1914 zu den Unterzeichnern des Manifests der 93 gehörte.
Weitere Lehrer Trautweins in Karlsruhe waren Hans Thoma, Ernst Schurth und Walter Georgi. Vor allem der Malstil Georgis, dessen heroisierendes Menschenbild sich beispielsweise in der Darstellung von Soldaten und Matrosen im Ersten Weltkrieg zeigte, beeinflusste die künstlerische Entwicklung Trautweins.
Einen seiner ersten großen Aufträge als Kunstmaler erhielt Trautwein mit 20 Jahren von der evangelischen Kirchengemeinde Schiltach, für die er zwei lebensgroße Gemälde von Martin Luther und Philipp Melanchthon schuf (in der evangelischen Stadtkirche Schiltach). Im Auftrag der Stadt Schiltach gestaltete er 1914 eine bronzene Gedenktafel für die Schiltacher und Lehengerichter Soldaten im Deutsch-Französischen Krieg von 1870/71, die an der Evangelischen Stadtkirche angebracht wurde, und das am 22. November 1925 eingeweihte „Krieger-Gedächtnis-Kreuz“ (im Volksmund „Heldenkreuz“ genannt; nach 1945 wurde der Sockel ergänzt um eine Plakette mit den Gefallenenzahlen des Zweiten Weltkrieges).
Beim Ausbruch des Ersten Weltkriegs 1914 meldete er sich freiwillig und diente als Soldat in Flandern.
1920 zog Trautwein zusammen mit seinen Eltern nach Wolfach in ein Haus am Siechenwald, wo er bis zu seinem Lebensende wohnte.
Vom 19. März bis zum 31. Oktober 1921 waren Gemälde Trautweins in der Ausstellung Deutsche Kunst in Baden-Baden zu sehen.
Bis zum Beginn des Dritten Reichs war er freischaffender Künstler und lebte unter ärmlichen Verhältnissen als Fürsorgeempfänger.

### Trautweins Karriere im Dritten Reich (1933–1945)

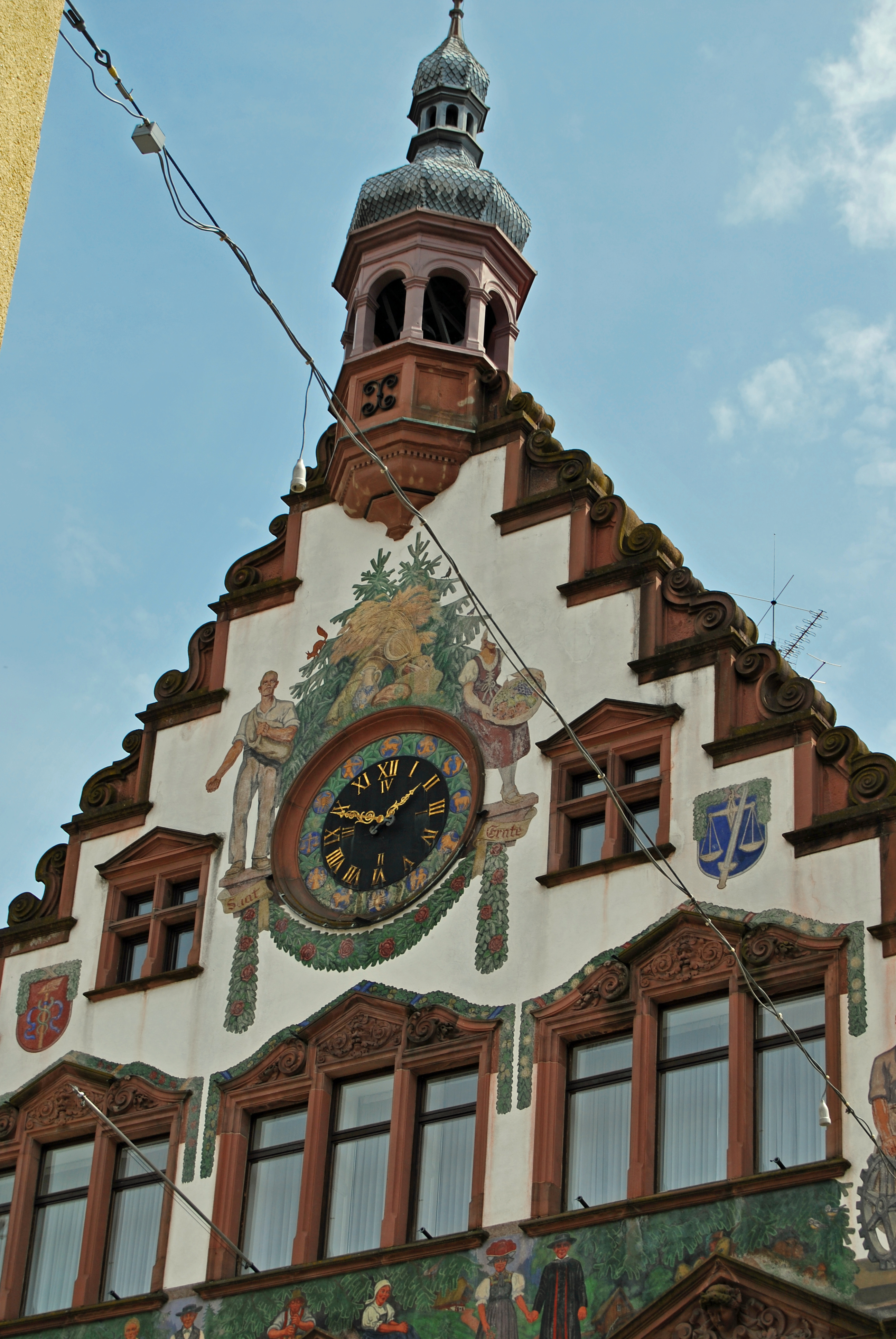
Rathaus Wolfach mit der Fassadenmalerei von Eduard Trautwein

Trautwein trat bereits am 1. September 1930, über zwei Jahre vor der Machtergreifung, der NSDAP bei (Mitgliedsnummer 411.880), war als SS-Mann vom 1. Juli 1932 bis April 1935 Mitglied der Allgemeinen SS, aus der er aus gesundheitlichen Gründen austreten musste, von Dezember 1933 bis Juli 1934 Stützpunktleiter des Kampfbundes für deutsche Kultur in Wolfach, 1934 bis 1945 Mitglied der NS-Volkswohlfahrt, von Juli 1934 bis 1939 Leiter der NSDAP-Kreiskulturstelle in Wolfach und von 1936 bis 1939 stellvertretender Beisitzer des NSDAP-Kreisgerichts. Von 1944 an bis zum Kriegsende 1945 war er NSDAP-Blockleiter in Wolfach.

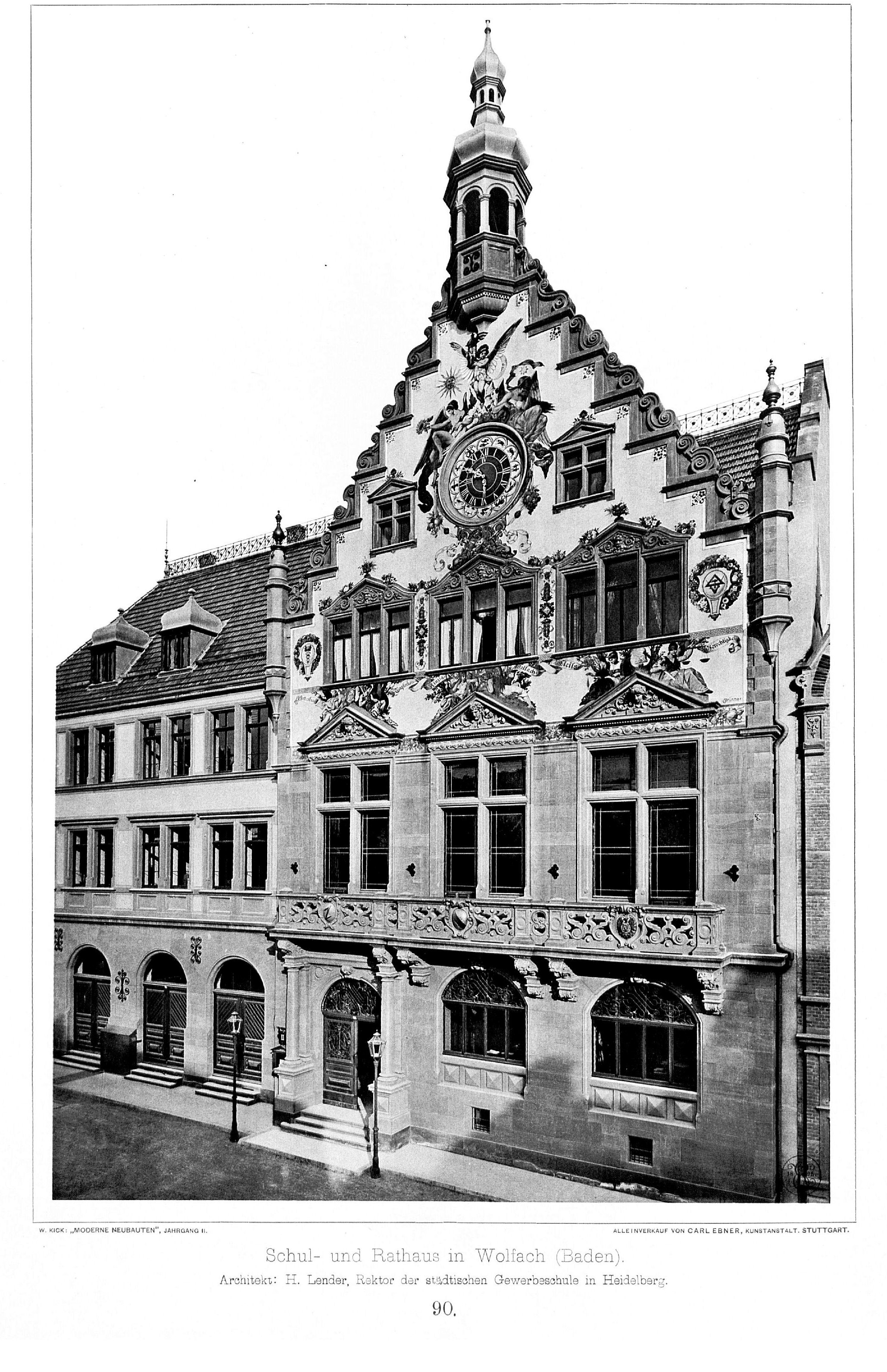
Rathaus Wolfach mit der originalen Fassadenmalerei von Carl Brünner, 1893

Als überzeugter evangelischer Christ gehörte Trautwein im Dritten Reich zu den Anhängern der Deutschen Christen, die evangelisches Christentum und nationalsozialistische Ideologie miteinander verbanden.
Trautwein stellte sein künstlerisches Talent in den Dienst der NS-Propaganda, die in Wolfach innerhalb kurzer Zeit zu einem starken Anwachsen der Mitgliederzahl sowie der Sympathisanten und Wähler führte. Für die NSDAP Schwarzwald gestaltete Trautwein 1932 eine Werbepostkarte mit einem Hitler-Porträt, darüber ein Adler und Hakenkreuz. Nach der Machtergreifung malte er für die NSDAP-Ortsgruppe Schiltach ein großformatiges Porträt Hitlers, das zu dessen Geburtstag am 20. April 1933 an der Rathausfassade enthüllt wurde und nach Aussage von Zeitgenossen „zu den besten gehört, die in jüngster Zeit geschaffen wurden“. Bei der Feier zum 1. Mai sowie bei Versammlungen und Wahlkampfkundgebungen der NSDAP wurde Trautweins Hitler-Porträt jeweils an der Schiltacher Rathausfassade aufgehängt.
Am 21. März 1933 ernannte der Wolfacher Gemeinderat Paul von Hindenburg und Adolf Hitler zu Ehrenbürgern der Stadt, die Urkunden dazu entwarf Trautwein.
1934 bekam Trautwein den Auftrag, die Fassade des 1893/94 erbauten Wolfacher Rathauses im Sinne der Blut-und-Boden-Ideologie der NSDAP neu zu gestalten. Den Entwurf dafür betitelte Trautwein mit „Die neue Zeit“. Über der Rathausuhr platzierte er einen knienden SA-Mann mit Hakenkreuzfahne, links und rechts der Uhr einen Bauern und eine Bäuerin, die die Saat und die Ernte darstellten, neben den darunterliegenden Fenstern links einen Holzfäller, rechts einen Schmied, der ein mit einem Hakenkreuz verziertes Zahnrad hält, das Symbol der Deutschen Arbeitsfront.
Die originalen Fassadenfresken von 1894 mit allegorischen Figuren von Carl Brünner (1847–1918, Porträt- und Historienmaler, seit 1888 Professor an der Kunstgewerbeschule in Kassel), wurden durch die Neugestaltung zerstört.
Am 21. Juli 1935 wurde das von Trautwein geplante Wolfacher Kriegerehrenmal eingeweiht, bei dessen Gestaltung er sich am Tannenberg-Denkmal in Ostpreußen orientierte, das mit der dortigen Beisetzung Hindenburgs, des „Helden von Tannenberg“, am 7. August 1934 zu einem zentralen Symbol des nationalsozialistischen Totenkults avanciert war.
Am 1. August 1935 heiratete Trautwein Wilhelmine (Minna) Weihand aus Ansbach (1901–1985).
In seiner Funktion als NSDAP-Kreiskulturwart, durch die er gemäß der Satzung des Historischen Vereins für Mittelbaden von 1935 kraft seines Amtes Mitglied im Ausschuss des Historischen Vereins war, überwachte er 1938 den Aufbau des Heimatmuseums im Schloss Wolfach durch die Mitglieder der Ortsgruppe Wolfach des Historischen Vereins, Glasmaler Georg Straub, Buchdruckereibesitzer Albert Sandfuchs, Kaufmann Josef Krausbeck und Postschaffner Raimund Armbruster.
Über die Dr. Goebbels-Stiftung Künstlerdank erhielt Trautwein auf seinen Antrag hin wegen seiner schwierigen wirtschaftlichen Lage 1938 eine Spende von 150 RM.
1942 bemalte Trautwein die Schiltacher Rathausfassade mit zwei Arbeitern, von denen einer eine Hakenkreuzfahne trug. Diese beiden Figuren illustrierten als „Arbeiter des Kopfes und der Faust“ das darunter angebrachte Zitat aus einer Hitler-Rede am 12. April 1922 in München: „Die Schaffenden, ganz gleich ob Arbeiter des Kopfes oder der Faust, sind (das) Edelvolk unseres Staates, das ist das deutsche Volk“ und symbolisierten damit die nationalsozialistische „Volksgemeinschaft“.
Weitere Aufträge erhielt Trautwein in dieser Zeit für die Gestaltung von Urkunden und Plakaten, insbesondere der NSDAP. Bei Kriegsende verfügte der bis 1933 weitgehend mittellose Trautwein über ein Spar- und Bankguthaben in Höhe von 11.706,50 RM, was etwa dem fünffachen durchschnittlichen Jahresverdienst im Jahre 1944 entspricht.

### Nach 1945
Nach Kriegsende bekam Trautwein von der französischen Besatzungsmacht den Auftrag, alle Nazisymbole an den Rathausfassaden in Wolfach und Schiltach zu übermalen. Im Entnazifizierungsverfahren wurde er als Mitläufer eingestuft.
Bei der Restaurierung seiner Fassadenmalerei am Wolfacher Rathaus 1962 gab er dem Schmied die Gesichtszüge des damaligen Bürgermeisters Arthur Martin.
Trautwein erhielt bis zu seinem Tod 1978 zahlreiche Aufträge für Landschaftsbilder und Porträts, wobei er seinem Malstil treu blieb.
Trautwein war nach dem Zweiten Weltkrieg lange Jahre Kirchengemeinderat in der evangelischen Kirchengemeinde Wolfach.
Nach Trautweins Tod wurde in Wolfach trotz seiner NS-Vergangenheit die Straße, in der sein Wohnhaus steht, nach ihm benannt.

## Künstlerisches Schaffen
Eduard Trautwein wandte in seinen Werken eine große Bandbreite an Techniken an: Bleistift-, Kohle-, Rötel-, Kreide-, Pastellstift- und Ölkreidezeichnungen, Ölgemälde, Fresko-Malerei, Lithografie. Aquarelle hat er nur wenige geschaffen. In seinem Nachlass sind zahlreiche Fotografien vorhanden, die ihm als Vorlage für seine Werke dienten.
Viele seiner Werke zeigen Landschaften, Bauernhöfe und Trachten. Eine seiner Spezialitäten waren idealisierte historisierende Stadtansichten, vor allem von Wolfach und Schiltach. Öffentlich präsent ist er bis heute insbesondere durch seine Fassadenmalereien in Wolfach und Schiltach.

## Werke (Auswahl)
Wandmalereien
- Rathausfassade Wolfach (1934, überarbeitet 1945 / 1962; restauriert 1983, 1991 und 2012)
- Rathausfassade Schiltach (1942, überarbeitet 1945 / 1959 / 1982; restauriert 2006)
- Der Weibergraben (1960; Grabenstraße Wolfach; restauriert 2013)
- Der Männergraben (1961; Bergstraße Wolfach, zerstört bei Hausabriss)
- Wolfacher Flößer auf Fahrt ins Land (1963; Grabenstraße Wolfach)
- Familie Oberle-Schmidt / Fischerbeck (1963; ehemals Café Schmidt, Hauptstraße/Kirchstraße Wolfach, derzeit wegen Hausabbruch nicht zugänglich)

Gemälde
- Martin Luther (1913; Ev. Stadtkirche Schiltach)
- Philipp Melanchthon (1913; Ev. Stadtkirche Schiltach)
- Adolf Hitler (1934, Rathaus Schiltach, 1945 zerstört)
- Schiltacher Silvesterzug (Ev. Stadtkirche Schiltach)
- Geburt Jesu (1964; Altarbild Schlosskapelle Wolfach)
- Portal Evangelische Stadtkirche Wolfach mit Pfarrer Hess (1956; ev. Stadtkirche Wolfach)
- zahlreiche Porträts und Landschaftsgemälde (Museum Schloss Wolfach; Museum am Markt Schiltach; Rathaus Bad Rippoldsau; Privatbesitz)
- einige Gemälde Trautweins wurden bei einem Hausbrand in Wolfach-Kirnbach am 20. März 2014 zerstört[27]

Zeichnungen
- Der Teufel von Schiltach 1533 (1930; Museum am Markt, Schiltach)
- Hexenverbrennung in Schiltach (1930; Museum am Markt, Schiltach)

Grafiken
- Werbepostkarte NSDAP Schwarzwald mit Hitlerporträt (1932)
- Urkunden und Plakate für die NSDAP
- Wolfach. Ein Schwarzwaldstädtchen in zwölf Steinzeichnungen (1928; Mappe mit zwölf Lithografien, erschienen im Selbstverlag)
- Alt-Schiltach (1934; Mappe mit Lithografien Schiltacher Stadtansichten; Museum am Markt, Schiltach)

Weitere Werke
- Krieger-Gedächtnis-Kreuz (Heldenkreuz) Schiltach (1925)
- Kriegerehrenmal Wolfach (1934)
- Ehrentafel Kriegsteilnehmer Schiltach / Lehengericht am Deutsch-Französischen Krieg 1870/71 (1914, Schiltach, ev. Stadtkirche)
- Holzfries eines Kinzigtäler Hochzeitszuges (Café Schmidt / Wolfach, heute Privatbesitz)

## Bilder

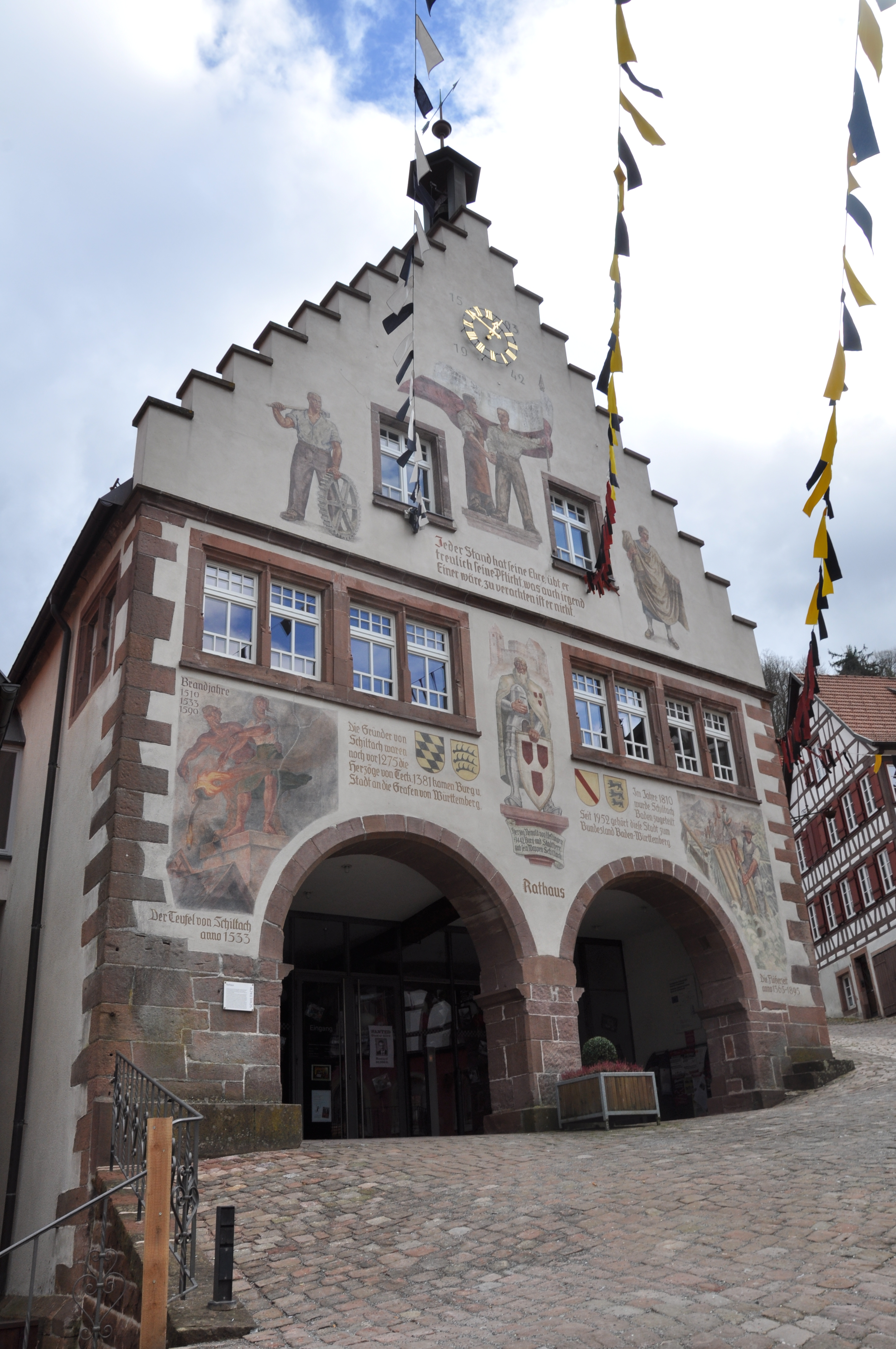
Von Trautwein bemalte Fassade des Schiltacher Rathauses
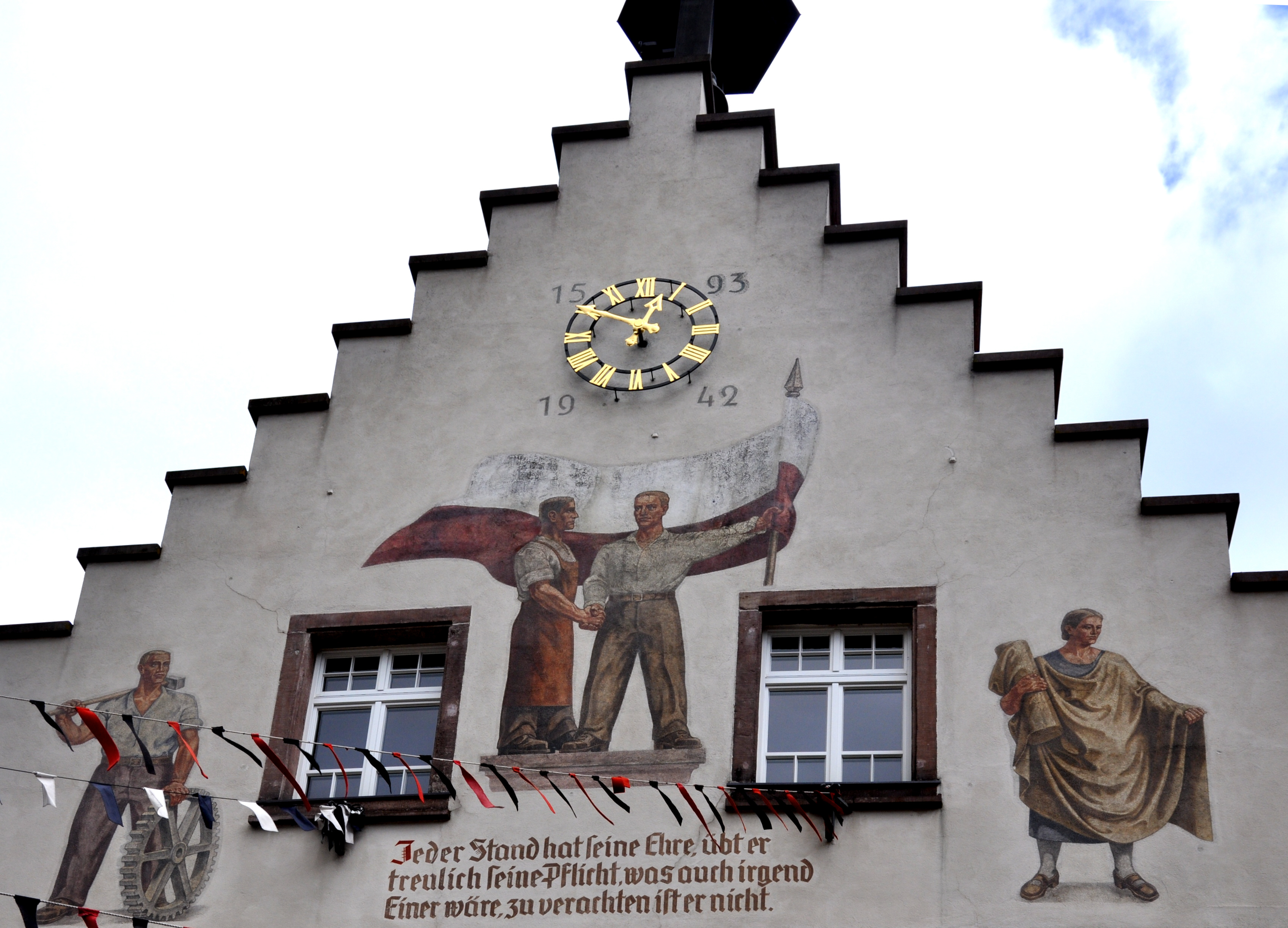
Trautweins Fassadenmalerei am Rathaus Schiltach, entstanden 1942. Die Fahne war ursprünglich eine Hakenkreuzfahne und wurde von ihm nach Kriegsende übermalt.
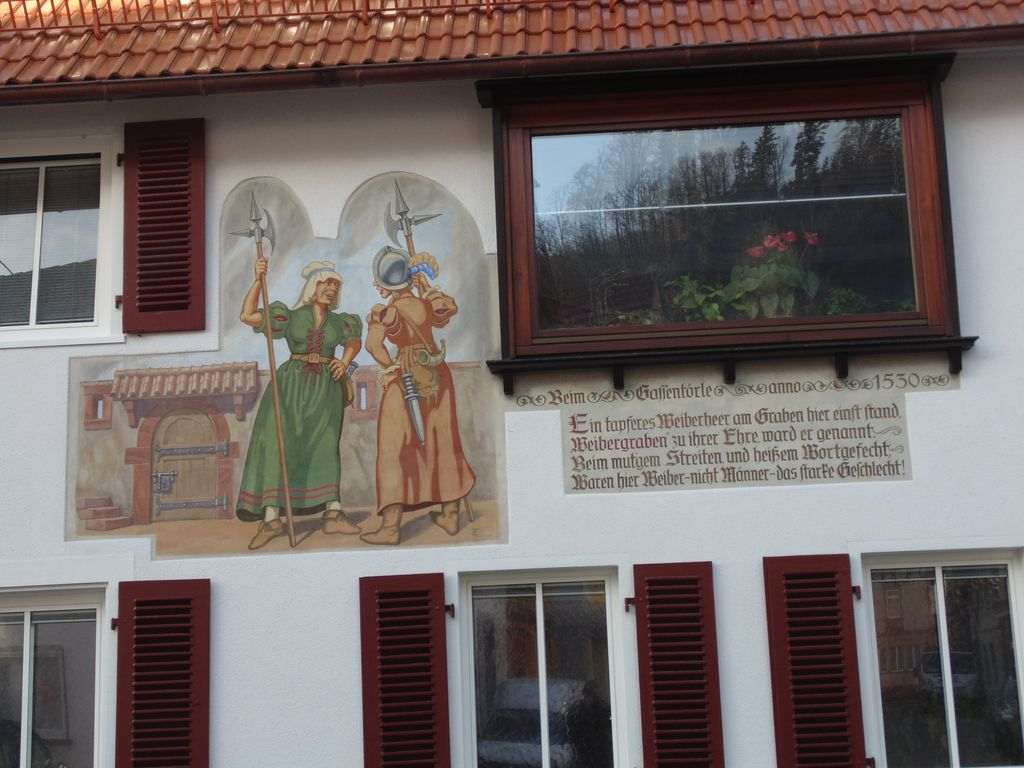
Trautwein, Weibergraben, Grabenstraße Wolfach 1
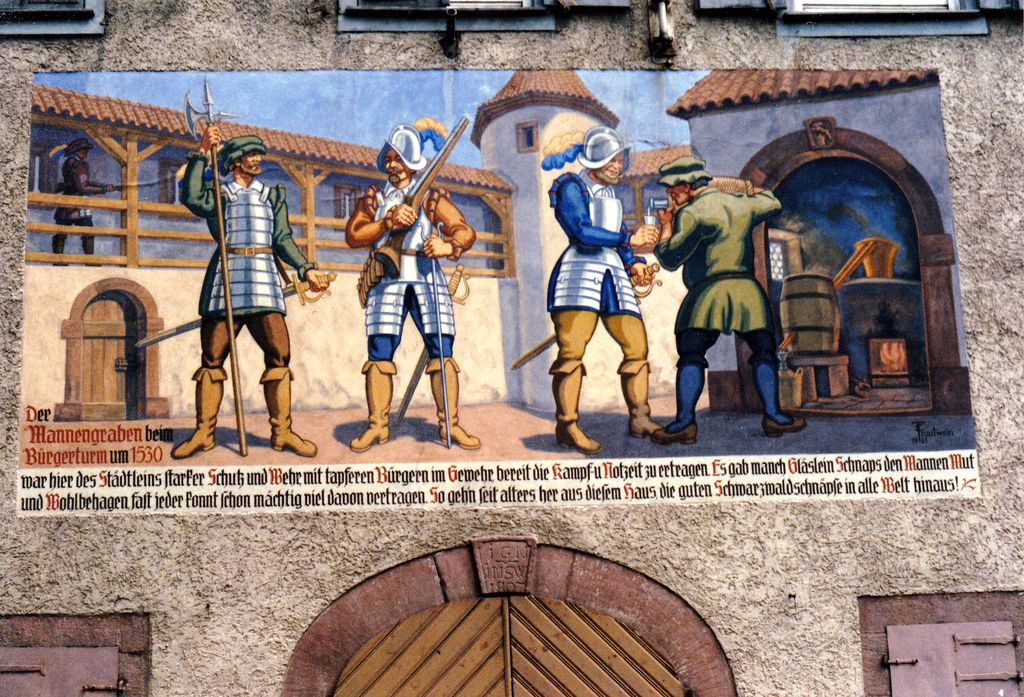
Trautwein, Mannengraben, Bergstraße Wolfach, zerstört bei Hausabriss
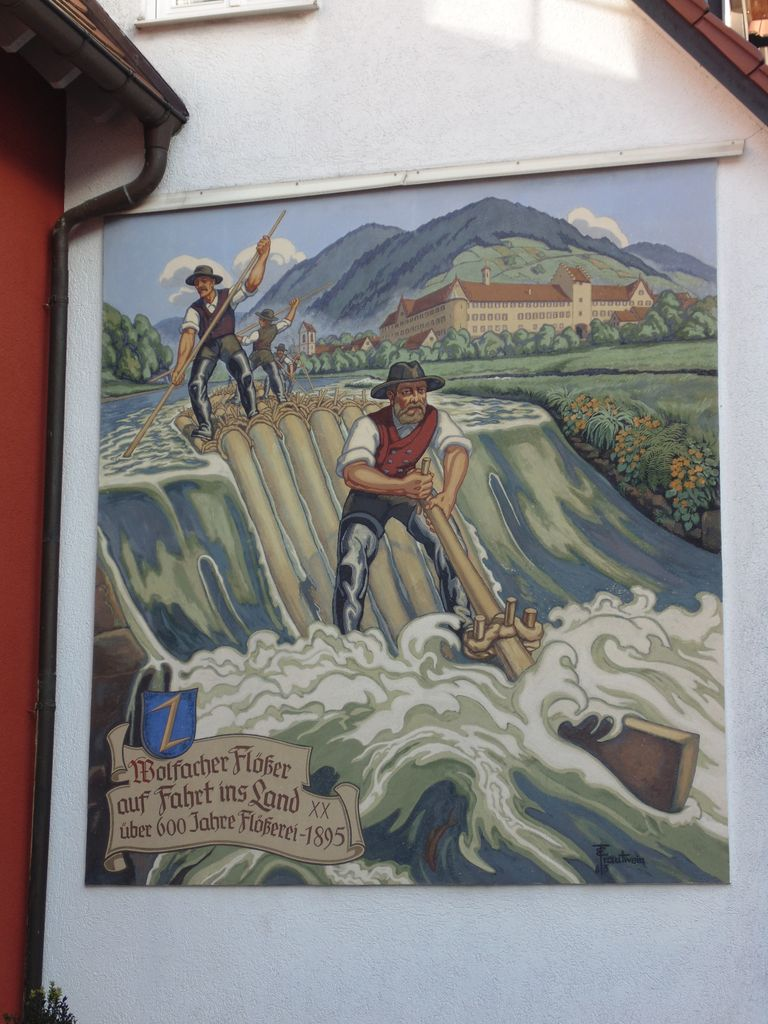
Trautwein, Wolfacher Flößer, Grabenstraße Wolfach
Trautwein vor seiner Flößer-Wandmalerei, 1963
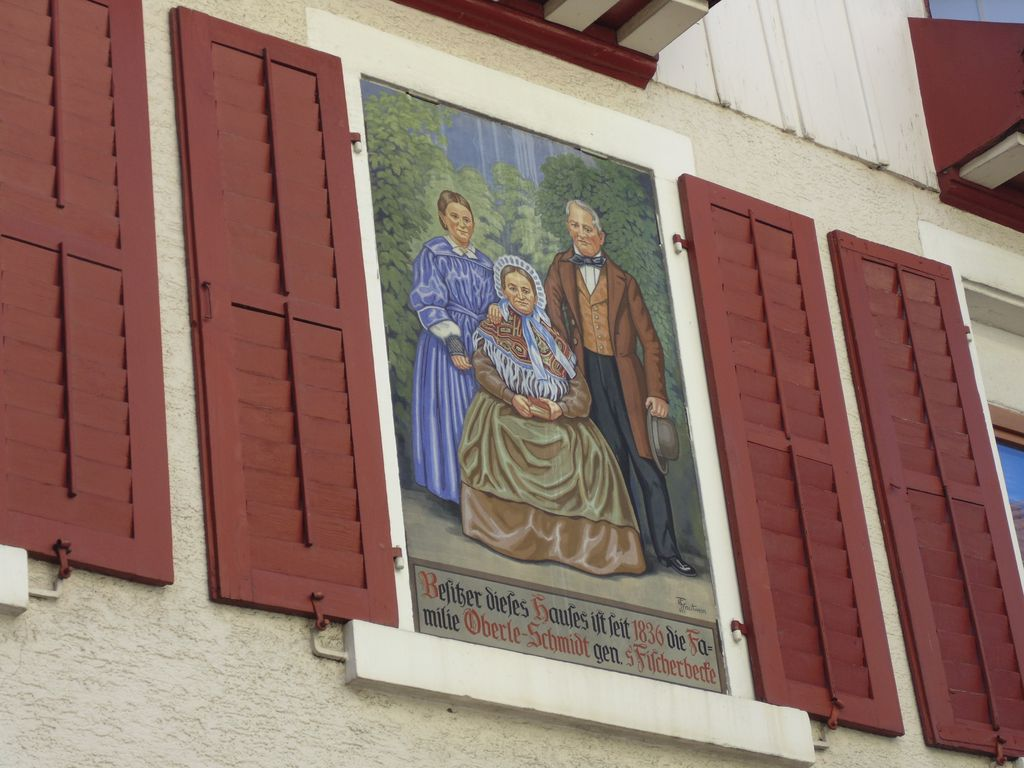
Trautwein, Familie Oberle-Schmidt, Kirchstraße

## Ausstellungen
- 1921: 19. März 1921 bis 31. Oktober 1921 beteiligt an der Ausstellung Deutsche Kunst in Baden-Baden.[28]
- 2008: 27. April 2008 bis 2. November 2008 Sonderausstellung zum Lebenswerk im Museum am Markt, Schiltach.[29]
- 2014: 13. April 2014 bis 5. Oktober 2014 Eduard-Trautwein-Ausstellung im Museum Schloss Wolfach.[30]
- 2024: 5. April 2024 bis 8. September 2024 Sonderausstellung „Eduard Trautwein – Ein deutscher Künstler aus dem Schwarzwald“ im Museum am Markt, Schiltach.[31]